# Камбре (Нор)
Камбре (фр. Cambrai) је насељено место у Француској у региону Север-Па д Кале, у департману Север.
По подацима из 2011. године у општини је живело 32.770 становника, а густина насељености је износила 1808,5 становника/km².
Чувени француски композитор из доба Ренесансе Гијом Дифај је из Камбреа.

## Географија

### Клима
| Клима (Камбре)             | Клима (Камбре) | Клима (Камбре) | Клима (Камбре) | Клима (Камбре) | Клима (Камбре) | Клима (Камбре) | Клима (Камбре) | Клима (Камбре) | Клима (Камбре) | Клима (Камбре) | Клима (Камбре) | Клима (Камбре) | Клима (Камбре) |
| Показатељ \ Месец          | .Јан.          | .Феб.          | .Мар.          | .Апр.          | .Мај.          | .Јун.          | .Јул.          | .Авг.          | .Сеп.          | .Окт.          | .Нов.          | .Дец.          | .Год.          |
| -------------------------- | -------------- | -------------- | -------------- | -------------- | -------------- | -------------- | -------------- | -------------- | -------------- | -------------- | -------------- | -------------- | -------------- |
| Средњи максимум, °C (°F)   | 4,9 (40,8)     | 6,3 (43,3)     | 9,5 (49,1)     | 13,0 (55,4)    | 17,2 (63)      | 20,2 (68,4)    | 22,3 (72,1)    | 22,4 (72,3)    | 19,5 (67,1)    | 14,9 (58,8)    | 8,9 (48)       | 5,8 (42,4)     | 13,7 (56,7)    |
| Просек, °C (°F)            | 2,5 (36,5)     | 3,3 (37,9)     | 5,8 (42,4)     | 8,6 (47,5)     | 12,4 (54,3)    | 15,3 (59,5)    | 17,3 (63,1)    | 17,3 (63,1)    | 14,8 (58,6)    | 11,1 (52)      | 6,0 (42,8)     | 3,4 (38,1)     | 9,8 (49,6)     |
| Средњи минимум, °C (°F)    | 0,1 (32,2)     | 0,3 (32,5)     | 2,1 (35,8)     | 4,1 (39,4)     | 7,6 (45,7)     | 10,4 (50,7)    | 12,3 (54,1)    | 12,1 (53,8)    | 10,1 (50,2)    | 7,2 (45)       | 3,2 (37,8)     | 0,9 (33,6)     | 6,4 (43,5)     |
| Количина падавина, mm (in) | 47,5 (18,7)    | 39,7 (15,63)   | 51 (20,1)      | 46,2 (18,19)   | 59,1 (23,27)   | 66,3 (26,1)    | 57,4 (22,6)    | 52,4 (20,63)   | 51,3 (20,2)    | 58,1 (22,87)   | 60,9 (23,98)   | 52,1 (20,51)   | 642 (252,8)    |
| [ тражи се извор ]         |                |                |                |                |                |                |                |                |                |                |                |                |                |

## Демографија
| 1962.  | 1968.  | 1975.  | 1982.  | 1990.  | 2011.  |
| ------ | ------ | ------ | ------ | ------ | ------ |
| 32.897 | 37.532 | 39.049 | 35.272 | 33.092 | 32.770 |

## Партнерски градови
- Естергом
- Камп-Линтфорт
- Грејвсенд